# Château les Bouysses
Situé sur la commune de Mercuès, dans le Lot, le domaine du château les Bouysses, ou château des Bouysses, a été constitué au XIIIe siècle.
Une partie du château (caves et escalier extérieur) fait l’objet d’une inscription au titre des monuments historiques depuis le 5 septembre 1989.

## Historique
En 1232, sur injonction royale, le Seigneur de Rassiels, Raymond de Lard, a fait don de sa terre « les Bouysses » à Dame Guillemette, seconde abbesse de Leyme, pour qu'elle y fonde un prieuré cistercien où s'installèrent une douzaine de religieuses. 
Pendant la guerre de Cent Ans, ces dernières furent expulsées par les Anglais de leurs terres qu'elles récupérèrent en 1600. Le domaine, transformé partiellement en vignoble, produisait déjà un cahors. Les religieuses de Leyme le firent prospérer. En 1745, elles autorisèrent même la démolition de leur chapelle pour construire à la place un chai.
Devenu bien national avec la Révolution, le domaine est cédé en 1791 à François Agar, maire de Mercuès, négociant en vin à Mercuès et à Paris-Bercy qui fait reconstruire le château sur les anciennes caves. Mis en faillite par l'incendie de ses entrepôts de Paris, François Agar vendit le domaine des Bouysses, en 1823, à l'un de ses cousins, Jean-Michel Agar, comte de Mosbourg. Ce dernier, qui devait son titre à Louis XVIII, avait été ministre des finances du roi de Naples, Joachim Murat, son ami qu'il avait côtoyé au Collège de Jésuites de Cahors (devenu par la suite, lycée Impérial, Royal puis lycée Gambetta). Agar revint dans le Lot après la mort de Murat en 1815, et devint député du Lot de 1830 à 1834, et président du Conseil général du Département du Lot pendant 14 ans.
Mosbourg fit construire ou reconstruire la plupart des bâtiments du château tel que l'on peut le voir aujourd'hui. Notamment un escalier à double volée et un élégant perron de style italien, souvenir de ses voyages. L'orangerie fut construite en 1820. À côté, ont été aussi construites des écuries.
L'héritage du Comte de Mosbourg dont le fils n'avait pas eu d'enfant, passa à la fin du XIXe siècle, aux neveux de ce dernier, les Vicomtes de Rougé, descendants de la longue lignée, mentionnée depuis 1045, attestée depuis 1375, de la Famille de Rougé. Le dernier vicomte, « inventeur » sans brevet des « queues d'avion » céda peu à peu son domaine. La famille Marre en devint ainsi propriétaire en 1933. 
En 1963, c’est le Docteur Pierre Marre qui devient propriétaire du domaine et du Château.
Il lance un grand projet agricole avec la plantation de 14 ha de noyers de variété Franquette en 1969 et de 24 ha de vigne cépages Malbec, Merlot et Tanat en 1973. Une fois cette installation pérennisée du domaine agricole, un ambitieux projet de valorisation des bâtiments est mis sur pied mais le décès accidentel du Docteur Pierre Marre en 1993 stoppe le processus.
- 1996 : un nouveau projet moins ambitieux est lancé par ses enfants.
- 1996-1998 : Gros travaux de maçonnerie et toiture sur le château
- 1998-1999 : Travaux de réhabilitation de l'intérieur du château
- 1999-2004 : Réhabilitation des dépendances et habitations

Les importants travaux sur le château et ses dépendances ont été réalisés dans le respect du site tel que laissé par le Comte de Mosbourg et tous les anciens matériaux réutilisés au maximum.

## Architecture
Les caves en plein cintre dateraient du XIIIe siècle et seraient le seul vestige de l'ancien prieuré cistercien.
La logis d'inspiration italienne construit sur les anciennes caves à la fin du XVIIIe siècle est flanqué d'une aile en équerre. Un escalier à double volée orne la façade.

## Le domaine viticole
La plantation a débuté en 1973. Elle se compose de 70 % d'Auxerrois, 15 % de Tannât et 15 % de Merlot.
Le vignoble s'étend aujourd'hui sur 24 hectares dont : 19 hectares en Auxerrois, 3 hectares en Tannat, 2 hectares en Merlot.